# Triângulo Esmeralda (Sudeste Asiático)
O Triângulo Esmeralda é a região fronteiriça compartilhada entre Camboja, Laos e Tailândia. Inclui a área de Chong Bok (em tailandês: ช่องบก), uma passagem montanhosa através da Cordilheira Dangrek, que forma grande parte da fronteira natural entre a Tailândia e o Camboja. No Camboja, a área é conhecida como Mom Bei (em quemer: មុំបី).
O termo Triângulo Esmeralda foi cunhado em 2000 como um projeto de cooperação internacional para promover o turismo e o desenvolvimento econômico na região. O nome, referindo-se à exuberante natureza da área, é uma referência à região pré-existente do Triângulo Dourado, entre Laos, Tailândia e Mianmar. Em sentido amplo, o Triângulo Esmeralda abrange áreas em sete províncias dos três países: Preah Vihear, Oddar Meanchey e Stung Treng no Camboja, Salavan e Champasak no Laos, e Ubon Ratchathani e Sisaket na Tailândia. Em sentido restrito, refere-se à tríplice fronteira entre os três países, localizada próxima à passagem de Chong Bok. A passagem tem uma altitude de 330 metros (1.080 pés).
De 1985 a 1987, durante a Terceira Guerra da Indochina, a região de Chong Bok foi local de confrontos armados, com as forças vietnamitas realizando incursões na região fronteiriça entre o Camboja e a Tailândia, onde o Khmer Vermelho estava baseado. Após o fim das hostilidades, um pavilhão foi construído na tríplice fronteira como símbolo de amizade em 1993.